# Extrême droite au Royaume-Uni
L'extrême droite au Royaume-Uni existe depuis au moins les années 1930, avec la formation de mouvements nazis, fascistes et antisémites. Elle est dominée dans les années 1960 et 1970 par des organisations nationalistes blanches qui s'opposent à l'immigration non blanche et asiatique. Les doctrines de ces organisations découle de la croyance en une suprématie blanche selon laquelle les Blancs seraient supérieurs à toutes les autres races et devraient dominer la société. Au Royaume-Uni, figurent parmi ces groupes le Front national britannique (National Front, NF), le British Movement (BM) et le Parti national britannique (British National Party, BNP), ou encore l'Union britannique des fascistes (BUF). Depuis les années 1980, le terme extrême droite est utilisé principalement pour décrire des groupes comme la English Defence League (Ligue de défense anglaise), qui veulent préserver ce qu'ils perçoivent comme la culture britannique, et ceux qui font campagne contre la présence de minorités ethniques non autochtones, contre les demandeurs d'asile, en alléguant l'idée que leur nombre est excessif.
Le Front national britannique et le British National Party se sont fermement opposés à l'immigration de non-blancs. Ils ont encouragé le rapatriement des minorités ethniques. Le Front national britannique est favorable au rapatriement obligatoire ; le British National Party, au rapatriement librement consenti. Le BNP compte un certain nombre de conseillers locaux dans des zones du centre-ville de l'Est de Londres et dans des villes du Yorkshire et du Lancashire, telles que Burnley et Keighley. L’Est de Londres constitue le socle électoral de l’extrême droite au Royaume-Uni depuis les années 1930, tandis que le succès du British National Party dans le nord de l’Angleterre est un phénomène plus récent. La seule autre région du pays à apporter un niveau de soutien significatif à de telles positions politiques est celle des West Midlands.

## Des années 1930 aux années 1960

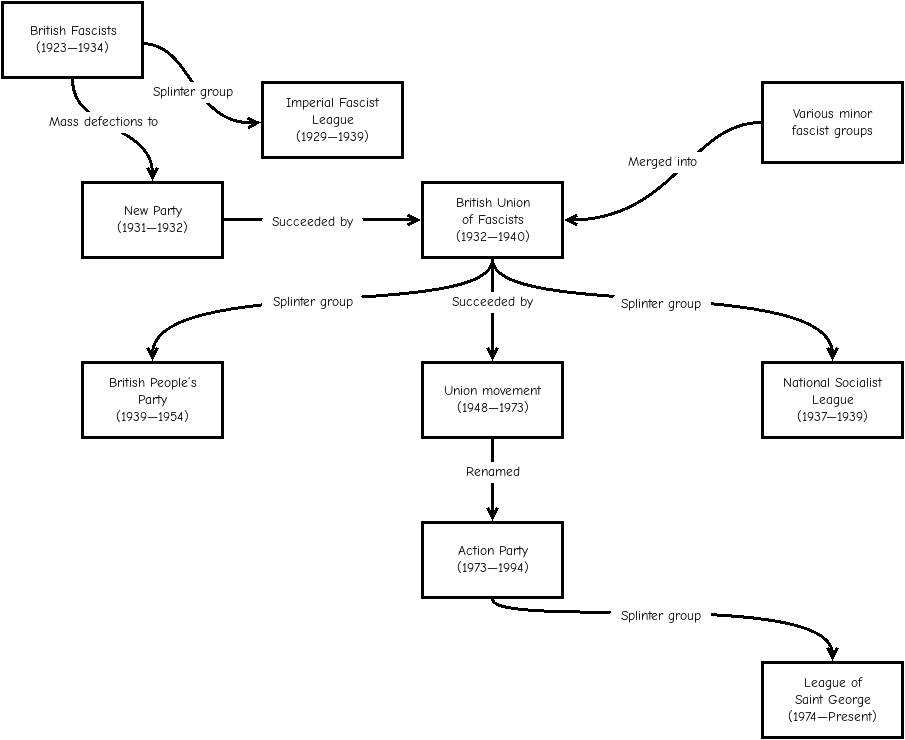
Un organigramme montrant l'histoire des premiers mouvements fascistes britanniques

### Fondation du Parti National Britannique de 1960
L’extrême droite britannique est issue du mouvement fasciste. Le premier parti à se réclamer du fascisme est les British Fascists à partir de 1923, fondé par la politicienne Rotha Lintorn-Orman, mais le parti est vu par les britanniques contemporains comme assez éloigné du véritable fascisme. En 1932, Oswald Mosley fonde l'Union britannique des fascistes (British Union of Fascists, BUF), interdite pendant la Seconde Guerre mondiale. Fondée en 1954 par AK Chesterton, la League of Empire Loyalists devient à l'époque le principal groupe d'extrême droite britannique. Il s'agissait d'un groupe de pression plutôt que d'un parti politique et ne s'est pas présenté aux élections. La plupart de ses membres faisaient partie du Parti conservateur. Ses éléments les plus extrémistes défendant une ligne autonome, des groupes dissidents se sont formés, notamment la Ligue de défense blanche et le Parti travailliste national. Ces deux groupes deux se sont présentés aux élections locales de 1958 et ont fusionné en 1960 pour former le Parti national britannique (1960) (en).

### Ligne anti-immigration
Le déclin de l’ Empire britannique devenant inévitable, les partis d’extrême droite britanniques se sont tournés vers les questions intérieures. Les années 1950 ont vu une augmentation de l'immigration vers le Royaume-Uni en provenance de ses anciennes colonies, notamment de l'Inde, du Pakistan, des Caraïbes et de l'Ouganda. Dirigé par John Bean et Andrew Fountaine, le Parti National Britannique (1960) (en) s'est opposé à l'immigration des anciens colonisés au Royaume-Uni. Un certain nombre de ses rassemblements, comme celui de 1962 à Trafalgar Square, à Londres, se sont soldés par des émeutes raciales.

### Fondation du Front national britannique
Après quelques premiers succès, le parti connut des difficultés et fut détruit par des disputes internes. En 1967, il s'associe à John Tyndall et aux restes de la League of Empire Loyalists de Chesterton pour former le Front national britannique (NF).

## Des années 1970 aux années 1990

### Influence du Front national britannique
Le plus grand parti d'extrême droite britannique d'après-guerre est le Front national britannique ; il atteint un nombre record de membres en 1972 avec 14 000 membres. Tout au long des années 1970, le Front national britannique a connu une popularité et une influence croissantes, principalement au niveau local ; par exemple, lors de l'élection partielle de West Bromwich en 1973, le Front national britannique remporte 16% des voix. Le parti soutient un loyalisme extrême en Irlande du Nord et attire des membres du Parti conservateur déçus par la reconnaissance du droit à l'indépendance des colonies africaines concédée par Harold Macmillan, déçus également par le discours critique de ce même Premier Ministre à l'égard de l'apartheid en Afrique du Sud. Au cours des années 1970, les rassemblements du Front national britannique se sont produits régulièrement. Les résultats des élections sont restés solides dans quelques zones urbaines ouvrières, avec un certain nombre de sièges au conseil local remportés, mais le parti n’a jamais réussi à obtenir une représentation au parlement.

### Ligne anti-Union européenne
Les petits groupes d’extrême droite ont maintenu des politiques anti-immigration, mais il y a eu une évolution vers une vision plus inclusive du Royaume-Uni et une concentration sur l’opposition à l’ Union européenne. Le Front national britannique a commencé à soutenir des radicaux non blancs tels que Louis Farrakhan. Cela a conduit à l'éclatement des différents groupes, avec des soldats politiques radicaux comme le jeune Nick Griffin formant le groupe Third Way, et des traditionalistes créant le Flag Group.

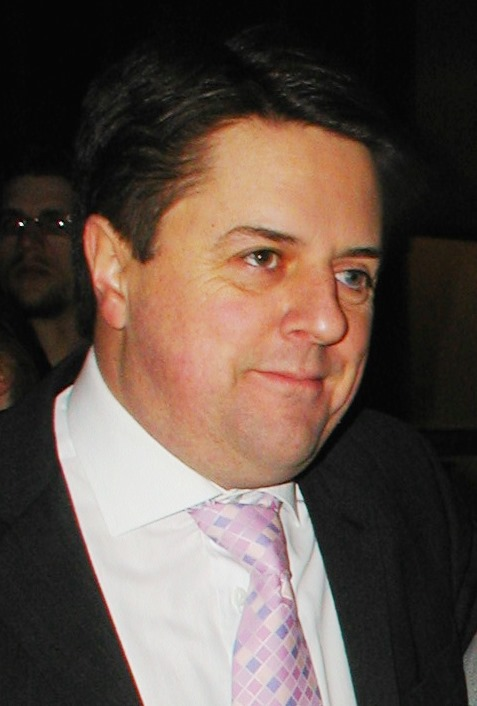
Nick Griffin a dirigé le British Nationa Party de 1999 à 2014.

### Le Parti National Britannique de J. Tyndall (1982)
John Tyndall a formé le Nouveau Front National en 1980 et a changé son nom en Parti national britannique (BNP) en 1982. Aux côtés du Conservateur Monday Club, ils ont fait campagne contre l’intégration croissante du Royaume-Uni dans l’ Union européenne. Cependant, la présence de Margaret Thatcher et la mauvaise réputation de John Tyndall liée à son « passé brutal de combat de rue » d'une part, à son admiration pour Hitler et les nazis d'autre part, ont empêché le Parti National Britannique d'acquérir une quelconque respectabilité.

### Nick Griffin à la tête du Parti National Britannique
Il y a eu un certain succès en 1993, le Parti National Britannique a remporté son premier succès électoral lorsque Derek Beackon a gagné un siège au conseil municipal de l'Île aux Chiens avec 34% des voix. Le parti a suivi alors une politique consistant à éviter les méthodes traditionnelles d’extrême droite des mouvements extraparlementaires et à se concentrer plutôt sur les urnes. Nick Griffin a remplacé John Tyndall à la tête du BNP en 1999 et a introduit plusieurs politiques visant à rendre le parti plus éligible. Le rapatriement des minorités ethniques est devenu volontaire et plusieurs autres revendications politiques ont été modérées.

## Années 2000

### Parti National Britannique présidé par N. Griffin
Le Front national britannique a continué à décliner, tandis que Nick Griffin et le Parti National Britannique ont gagné en popularité. Au tournant du 21e siècle, le Parti National Britannique a remporté un certain nombre de sièges de conseillers. Il a poursuivi sa politique anti-immigration ; à la suite d'un documentaire préjudiciable, sur la BBC, Nick Griffin a été accusé d'incitation à la haine raciale, cependant il a été acquitté. Les élections locales de 2006 ont apporté au Parti National Britannique les résultats les plus positifs de tous les partis d'extrême droite de l'histoire britannique. Il remporte 33 sièges au conseil, le deuxième score le plus élevé parmi tous les partis aux élections. À Barking et Dagenham, il remporte 12 sièges de conseiller.
Lors des élections locales de 2008, le parti a remporté un nombre record de 100 sièges de conseiller et un siège à l'Assemblée du Grand Londres ; c'est l'apogée du parti. Lors des élections au Parlement européen de juin 2009, le Parti National Britannique a gagné deux députés au Parlement européen pour le Yorkshire et Humber et le Nord-Ouest de l'Angleterre. En octobre 2009, le leader du BNP, Nick Griffin, a été autorisé à participer à l'émission de débat d'actualité de la BBC, Question Time. Son apparition a suscité beaucoup de controverses et l'émission a été regardée par plus de 8 millions de personnes.

## Temps actuels (2010–)

### Décadence du Parti National Britannique
Aux élections générales de 2010, le Parti National Britannique a présenté 338 candidats en Angleterre, en Écosse et au Pays de Galles et n'a remporté aucun siège (1,9 % du total des voix). Nick Griffin a par la suite déclaré qu'il démissionnerait de son poste de leader du BNP en 2013, et a finalement été expulsé du parti en 2014 alors que le Parti National Britannique tombait dans l'oubli.

### English Defence League
Le groupe anti-musulman l’English Defence League (EDL) a commencé à gagner en popularité, faisant appel aux sentiments nationalistes sur une base culturelle plutôt qu’explicitement raciale. Créé à l'origine à Luton en 2009, il proteste contre ce qu'il considère comme l'islamisation de la Grande-Bretagne en organisant des manifestations dans les villes et villages d'Angleterre, dont la plus importante a eu lieu à Luton en février 2011.

### UK Independance Party
Peu de temps après, le parti populiste de droite UK Independence Party (UKIP, Parti pour l'indépendance du Royaume-Uni) a commencé à gagner en popularité. Bien que qualifié d’extrême droite par certains observateurs politiques, l’UKIP n’était pas universellement considéré comme tel,. L’UKIP et l’EDL ont bénéficié au cours de cette période d’un déplacement vers la droite de l’électorat, tandis que d’anciens partis d’extrême droite comme le Parti National Britannique et le Front national britannique sont devenus des groupes marginaux et n’exercent que très peu de pouvoir médiatique. [réf. nécessaire][citation nécessaire]

### Démocrates anglais
En 2010, Robin Tilbrook, président du parti nationaliste anglais "Démocrates anglais", a rencontré Sergey Yerzunov, membre du comité exécutif du groupe nationaliste russe Russky Obraz. Peu de temps après, R. Obraz a annoncé qu'il était en alliance avec les "Démocrates anglais". Parmi les autres membres de cette alliance figurent le Serbe Obraz, le Mouvement 1389, Aube dorée, le Parti danois, Slovenska Pospolitost, le Parti des travailleurs et Noua Dreaptă. Depuis 2010, un certain nombre d'anciens membres du Parti National Britannique ont rejoint les Démocrates anglais, le président du parti ayant déclaré : « Ils nous aideront à devenir un parti électoralement crédible ». Dans une interview d'avril 2013, Tilbrook a déclaré qu'environ 200 à 300 des 3 000 membres du parti étaient d'anciens membres du Parti National Britannique. Il a déclaré qu'il était "parfaitement juste" que ces personnes "changent d'avis" et rejoignent un "parti nationaliste anglais modéré et sensé".

### Britain First
En 2011, le parti d’extrême droite anti-islam et fasciste Britain First a été formé par d’anciens membres du BNP. Britain First fait campagne principalement contre l'immigration, le multiculturalisme et ce qu'il considère comme l'islamisation du Royaume-Uni, et prône la préservation de la culture britannique traditionnelle et du christianisme. Le groupe s'inspire du loyalisme de l'Ulster et dispose d'une aile de justiciers appelée « Britain First Defence Force ». Il a attiré l'attention en prenant des mesures directes telles que des manifestations devant les domiciles d'islamistes présumés et ce qui a été décrit comme des « patrouilles chrétiennes » et des « invasions » de mosquées britanniques, ; son activisme en ligne a été remarqué. Son chef Paul Golding s'est présenté comme candidat à la mairie de Londres en 2016, et obtenu 1,2 % des voix. Golding a été emprisonné pendant huit semaines en décembre 2016 pour avoir enfreint une ordonnance du tribunal lui interdisant d'entrer dans les mosquées ou pour avoir encouragé d'autres personnes à le faire. En 2018, Golding a été convaincu et de nouveau emprisonné, cette fois pour harcèlement.

### Parti démocrate britannique
En février 2013, le Parti démocrate britannique a été lancé par l'ancien député européen et président du Front national britannique Andrew Brons, qui a démissionné du Parti National Britannique en octobre 2012 après avoir échoué de peu dans sa campagne visant à renverser Nick Griffin à la tête du Parti National Britannique en 2011. Andrew Brons reste le premier président du parti, et le chairman est James Lewthwaite. Le Parti démocrate britannique a attiré d'anciens membres du Parti national britannique (BNP), des nationalistes démocrates, des membres du Parti de la liberté, du Parti de l'indépendance du Royaume-Uni (UKIP),, du Mouvement pour la Grande-Bretagne et de la Liberté civile, y compris des politiciens d'extrême droite de longue date, dont John Bean. Nick Lowles de Hope not Hate pensait que le parti constituerait une menace sérieuse pour le Parti National Britannique , commentant : « Le Parti démocrate britannique rassemble tous les négationnistes et racistes purs et durs de l'Holocauste qui ont quitté le Parti National Britannique au cours des deux ou trois dernières années, ainsi que ceux qui l'ont précédé, qui ne supportaient pas les changements d'image du parti ». Et en 2022, le Parti démocrate britannique a connu une forte augmentation de ses effectifs, avec l’adhésion de plusieurs conseillers locaux nationalistes et d’éminents militants d’extrême droite comme Brian Parker et Derek Beackon,. Ils sont actuellement le seul parti politique britannique d'extrême droite à disposer d'une représentation élue, avec 3 conseillers locaux,,.

### Violences
En juin 2016, Jo Cox a été assassinée par un extrémiste d’extrême droite à la suite des campagnes violentes entourant le référendum sur le Brexit. Les chercheurs suggèrent que les attitudes d’extrême droite ont contribué au résultat du référendum sur le Brexit et ont été normalisées par l'issue du vote.
En décembre 2016, le groupe néonazi National Action a été interdit comme organisation terroriste.

### For Britain Movement
En octobre 2017, Anne Marie Waters, ancienne candidate à la direction de l'UKIP et militante anti-islam, a lancé le For Britain Movement,,. Contrairement à la plupart des partis d'extrême droite qui les ont précédés, For Britain était sioniste, opposé à l'antisémitisme et avait des opinions plus modérées sur des questions sociales telles que les droits des LGBT. L'ancien leader de la English Defence League Tommy Robinson et l'auteur-compositeur-interprète Morrissey ont annoncé leur soutien au parti ; le parti proche de l'extrême droite et anti-djihad Liberty GB a fusionné avec For Britain. Le parti a reçu le soutien de plusieurs anciens membres de groupes d'extrême droite comme le Parti national britannique, Génération Identité et l'organisation terroriste néonazie National Action.
Le Mouvement For Britain a connu un succès limité aux élections des conseils locaux ; il n'a pas réussi à réaliser de percées significatives lors des élections parlementaires partielles auxquelles il a participé. En juillet 2022, Anna Marie Waters a annoncé sur le site Internet du parti que le parti cessait toutes ses activités, ses conseillers élus ont alors rejoint les Démocrates britanniques. En avril 2023, il a été annoncé qu'elle revenait au sein de l'UKIP en tant que « porte-parole[personne] de la justice » et, le mois suivant, il a été annoncé qu'elle avait été sélectionnée comme candidate de l'UKIP pour Hartlepool aux élections générales.

### Affaires judiciaires
En mars 2018, Mark Rowley, le chef sortant de la police antiterroriste britannique, a révélé que quatre complots terroristes d'extrême droite avaient été déjoués depuis l'attentat de Westminster en mars 2017.
En novembre 2018, trois personnes, Adam Thomas, Claudia Patatas et Daniel Bogunovic, ont été reconnues coupables d'appartenance à l'organisation terroriste interdite National Action, après un procès de sept semaines devant la Crown Court de Birmingham. Des médias relaient l'information selon laquelle Thomas et Claudia Patatas appellent leur enfant Adolf,.

### UKIP présidé par George Batten
De 2018 à 2019, sous la direction de Gerard Batten, l’UKIP, Parti de l'indépendance du Royaume-Uni, a été largement décrit comme s’orientant vers l’ extrême droite, date à laquelle de nombreux membres de longue date – dont les anciens dirigeants Nigel Farage et Paul Nuttall – ont quitté le parti. En tant que nouveau chef permanent, Gerard Batten a davantage concentré le parti sur l'opposition à l'islam et a recherché des relations plus étroites avec le militant d'extrême droite Stephen Yaxley-Lennon, autrement dit Tommy Robinson, et ses partisans. Gerard Batten quitte la direction de l'UKIP en 2019.

### Nouveaux mouvements
Depuis 2019, l'ancien directeur de la publicité du Parti National Britannique , néo-nazi et théoricien du complot antisémite,. Mark Collett dirige un nouveau parti d'extrême droite appelé Alternative patriotique.
Fin 2020, The British Hand qui vient d'être fondée par un adolescent de 15 ans est depuis lors à l’origine de messages de propagande d’extrême droite en ligne, notamment sur l’application de réseau social Telegram. Cela a conduit Hope not Hate à lancer une enquête secrète sur le groupe et à rédiger un article les exposant.
En février 2023, quinze personnes ont été arrêtées à la suite de violents affrontements entre policiers et militants d’extrême droite qui manifestaient devant un hôtel du Merseyside abritant des demandeurs d’asile.

## Résultats des élections
| Année | Candidat(e)(s)                       | Votes   | %   | Rang  |
| ----- | ------------------------------------ | ------- | --- | ----- |
| 1959  | National Labour Party (UK, 1957)     | 1,685   | 0.0 | 14e   |
| Total | Total                                | 1,685   | 0.0 | Perdu |
| 1964  | Parti National Britannique (1960)    | 3,410   | 0.0 | 11e   |
| 1964  | National Democratic Party (UK, 1966) | 349     | 0.0 |       |
| 1964  | Patriotic Party (UK)                 | 1,108   | 0.0 | 15e   |
| Total | Total                                | 4,867   | 0.0 | Perdu |
| 1966  | Parti National Britannique (1960)    | 5,182   | 0.0 | 11e   |
| 1966  | National Democratic Party (UK, 1966) | 769     | 0.0 |       |
| 1966  | Patriotic Party (UK)                 | 126     | 0.0 |       |
| Total | Total                                | 6,077   | 0.0 | Perdu |
| 1970  | Front national britannique           | 11,449  | 0.0 | 13e   |
| 1970  | National Democratic Party (UK, 1966) | 14,276  | 0.0 | 12e   |
| Total | Total                                | 25,725  | 0.0 | Perdu |
| 1974  | Front national britannique           | 76,865  | 0.2 | 9e    |
| 1974  | National Democratic Party (UK, 1966) | 1,161   | 0.0 | 24    |
| Total | Total                                | 78,026  | 0.2 | Perdu |
| 1974  | Front national britannique           | 113,843 | 0.4 | 8e    |
| Total | Total                                | 113,843 | 0.4 | Perdu |
| 1979  | Front national britannique           | 191,719 | 0.6 | 6e    |
| Total | Total                                | 191,719 | 0.6 | Perdu |
| 1983  | Front national britannique           | 27,065  | 0.1 | 12e   |
| 1983  | Parti national britannique           | 14,621  | 0.0 | 9e    |
| Total | Total                                | 41,686  | 0.1 | Perdu |
| 1987  | Parti national britannique           | 553     | 0.0 | 22    |
| Total | Total                                | 553     | 0.0 | Perdu |
| 1992  | Parti national britannique           | 7,631   | 0.1 | 16e   |
| 1992  | Front national britannique           | 4,816   | 0.1 | 19e   |
| Total | Total                                | 12,447  | 0.2 | Perdu |
| 1997  | Parti national britannique           | 35,832  | 0.1 | 16e   |
| 1997  | Front national britannique           | 2,716   | 0.0 | 28e   |
| Total | Total                                | 38,548  | 0.1 | Perdu |
| 2001  | Parti national britannique           | 47,129  | 0.2 | 15e   |
| 2001  | Front national britannique           | 2,484   | 0.0 | 29e   |
| Total | Total                                | 49,613  | 0.2 | Perdu |
| 2005  | Parti national britannique           | 192,745 | 0.7 | 8e    |
| 2005  | Front national britannique           | 8,079   | 0.0 | 23e   |
| Total | Total                                | 200,824 | 0.7 | Perdu |
| 2010  | Parti national britannique           | 564,331 | 1.9 | 5e    |
| 2010  | Front national britannique           | 10,784  | 0.0 | 21e   |
| Total | Total                                | 575,115 | 1.9 | Perdu |
| 2015  | Parti national britannique           | 1,667   | 0.0 | 32e   |
| 2015  | Front national britannique           | 1,114   | 0.0 | 37e   |
| 2015  | British Democratic Party (2013)      | 210     | 0.0 | 58e   |
| Total | Total                                | 2,991   | 0.0 | Perdu |
| 2017  | Parti national britannique           | 4,580   | 0.0 | 17e   |
| Total | Total                                | 4,580   | 0.0 | Perdu |
| 2019  | Parti national britannique           | 510     | 0.0 | 47e   |
| Total | Total                                | 510     | 0.0 | Perdu |